# О’Доннелл, Донал
Донал О’Доннелл (ирл. Donal O'Donnell; род. 10 апреля 1958, Белфаст) — ирландский судебный деятель. Является главным судьей Ирландии с октября 2021 года. Занимает должность судьи Верховного суда Ирландии с января 2010 года. С 1982 по 2010 год работал адвокатом, специализируясь на коммерческом и публичном праве.

## Ранний период жизни
Родился в Белфасте в 1957 году. Получил образование в гимназии христианских братьев Св. Марии в Белфасте, Университетском колледже Дублина, Кингс-Иннсе и Виргинском университете. Во время учебы в Университетском колледже Дублина (УкД) выиграл дебаты The Irish Times в 1978 году вместе с Конором Гирти от Юридического общества УкД. В 1983 году окончил Виргинский университет, где написал исследовательскую работу под руководством Дика Ховарда, сравнивающую равенство в конституциях США и Ирландии. Джанет Наполитано также была среди выпускников 1983 года.
Его брат Терлох О’Доннелл является бывшим председателем Совета адвокатов Ирландии. Родом из семьи юристов: его отец Терлох О’Доннелл был членом Высокого суда Северной Ирландии и Апелляционного суда Северной Ирландии в период с 1971 по 1990 год.

## Юридическая карьера
В 1982 году стал работать в Коллегии адвокатов Ирландии. В 1989 году поступил на службу в Коллегию адвокатов Северной Ирландии. Стал старшим юрисконсультом в октябре 1995 года. Практиковал во всех судах Ирландии, Северной Ирландии, Европейском суде и Европейском суде по правам человека. Известен своей специализацией в области конституционного права. В 1995-96 годах представлял Ирландскую службу переливания крови в деле Бриджит Маккоул, урегулировав её дело о возмещении ущерба. Успешно представлял интересы «Гарды Шиханы» после смерти Джона Карти в конституционном деле, которое ограничило полномочия парламента Ирландии по расследованию, что привело к неудачной Тридцатой поправке к Конституции. Представлял интересы государства в делах Катрин Заппоне против налоговых комиссаров, Рош против Рош и мисс Ди. Выступал от имени государства во время оспаривания Майклом Рингом запрета на двойной мандат и представлял Михола Мартина в иске Кэти Синнотт, оспаривающей результаты всеобщих выборов 2002 года в Южно-Центральном Корке. Был адвокатом Майкла Лоури в Трибунале Мориарти. В 2002 году представлял восемнадцать религиозных групп на переговорах с министром образования Майклом Вудсом. Представлял Ирландию в Европейском суде по правам человека в 2009 году в деле A, B и C против Ирландии.
Его практика также распространялась на коммерческое право. Вместе с Полом Галлахером представлял группу табачных компаний в 2004 году, оспаривая ограничения на рекламу табачных изделий. Выступал от имени Джеймса Джойса в иске об авторских правах против издательства Cork University Press в 2000 году. Представлял «Общество развития мясной индустрии» в 2008 году в Европейском суде, которое разъясняло значение соглашения в соответствии со статьей 101 Договора о функционировании Европейского союза. В 2007 году он и Пол Энтони МакДермотт представляли интересы Элин Нордегрен в деле о клевете против The Dubliner. Также участвовал в делах, касающихся законодательства о несостоятельности, трудового права, корпоративного права и договорного права.
С 2005 по 2012 год был членом Комиссии по правовой реформе. В 2009 году стал старшим сотрудником Кингс-Иннса.

## Судебная карьера
В 2010 году был назначен членом Верховного суда непосредственно с практики, что является редким прямым назначением. Его назначение последовало за тем, как Николас Кернс стал председателем Высокого суда.
В его решениях Верховного суда имеется несколько отличительных и новаторских особенностей, в том числе: составление совместных заключений и решение отложить объявление о неконституционности вместо полного отсутствия заявления, чтобы позволить правительству принять меры до того, как решение вступит в силу. Руадхан Мак Кормайк из The Irish Times заявил, что Донал О’Доннелл имеет репутацию элегантного писателя и обладателя социально либерального подхода.

### Главный судья
Сообщается, что он был одним из трёх судей, вошедших в шорт-лист на должность главного судьи Ирландии в июле 2017 года, но в итоге был выбран Фрэнк Кларк. 28 мая 2021 года был номинирован правительством на должность главного судьи Ирландии после выхода Фрэнка Кларка на пенсию в октябре 2021 года. 11 октября 2021 года был назначен президентом Ирландии Майклом Хиггинсом на церемонии в резиденции президента Ирландии.

## Личная жизнь
Женат на художнице Мэри Роуз Бинчи. У пары четверо детей.